# Kienersrüti
Kienersrüti är en ort i kommunen Uttigen  i kantonen Bern, Schweiz. Kienersrüti var tidigare en självständig kommun, men inkorporerades den 1 januari 2014 i kommunen Uttigen.
När kommunen existerade var kommunen den tredje minsta i kantonen. Kienersrüti ligger på landsbygden och huvudinkomsten kommer från jordbruket.
Kommunen hade en folkmängd på 52 invånare (2011).